# Akashi Motojirō
Pour les articles homonymes, voir Akashi (homonymie).
Akashi Motojirō est un nom japonais traditionnel ; le nom de famille (ou le nom d'école), Akashi, précède donc le prénom (ou le nom d'artiste).
Le baron Akashi Motojirō (明石 元二郎) (1er septembre 1864 - 26 octobre 1919), est un général de l'armée impériale japonaise qui fut gouverneur général de Taïwan du 6 juin 1918 au 26 octobre 1919. Pour ses actions durant la guerre russo-japonaise, on aurait dit de lui à l'empereur Meiji qu'il valait « plus que 10 divisions de troupes en Mandchourie » pour la victoire finale du Japon.

## Biographie
Né à Fukuoka et diplômé de la promotion de 1889 de l'académie de l'armée impériale japonaise, Akashi est assigné dans la garde impériale à l'État-major du général Kawakami Sōroku durant la première guerre sino-japonaise. Sa première charge est de rassembler des informations. Il voyage pour cela souvent dans la péninsule du Shandong, le Nord de la Chine, Taïwan, et l'Annam français. Vers la fin de la guerre, il est promu major.
Durant la guerre hispano-américaine de 1898, il est envoyé comme observateur militaire aux Philippines. Pendant la révolte des Boxers, il est stationné à Tianjin dans le Nord de la Chine. Durant cette période, il est promu lieutenant-colonel.

### Espion durant la guerre russo-japonaise
Fin 1900, Akashi est envoyé en Europe comme attaché militaire, et voyage en Allemagne, Suisse, Suède, reste en France en 1901 puis à Saint-Pétersbourg en Russie en 1902. En tant que membre des services secrets de renseignement japonais, il participe à des opérations d'espionnage dans les villes européennes, utilisant diverses couvertures, comme employé de succursales d'entreprises japonaises.
Durant cette période précédent la guerre russo-japonaise, Akashi dispose d'un budget personnel d'un million de yens (une somme énorme pour l'époque) pour réunir des informations sur les mouvements de troupes russes, les développements navals, et pour apporter un soutien aux révolutionnaires russes, en particulier à Litvinoff, Orlovsky, et Lénine. Basé à Saint-Pétersbourg, il recrute l'espion Sidney Reilly et l'envoie à Port-Arthur pour obtenir des informations sur les défenses russes. Dès le début du conflit, il utilise ses contacts et ses réseaux pour obtenir des fonds et financer et approvisionner les forces révolutionnaires qui tentent de renverser la dynastie Romanov.
Akashi est également connu pour ses talents de poète et de peintre, intérêt qu'il partage avec son collègue espion et ami, Fukushima Yasumasa. Ses connaissances dans ces domaines lui auraient permis de convaincre Sidney Reilly de travailler pour les Japonais.
Échappant plusieurs fois de peu à la capture et l'assassinat par l'Okhrana avant même le début de la guerre, Akashi se réfugie à Helsinki fin 1904. Il voyage à Stockholm, Varsovie, Genève, Lisbonne, Paris, Rome, Copenhague, Zurich, et même Irkoutsk. Akashi aide à financer et armer des groupes anarchistes en Russie, sécessionnistes en Finlande et Pologne, et des groupes musulmans dans la péninsule de Crimée et au Turkestan russe. Il rencontre Konni Zilliacus (en) à Stockholm ainsi que Lénine, alors en exil en Suisse. Une croyance répandue au Japon affirme qu'Akashi serait derrière l'assassinat du ministre russe de l'Intérieur Viatcheslav Plehve (que beaucoup au Japon tiennent responsable de la guerre), et qu'il aurait soutenu le père Gueorgui Gapone, l'organisateur du dimanche rouge et de la mutinerie du cuirassé Potemkine. Le général Yamagata Aritomo rapporte à l'empereur Meiji que le colonel Akashi vaut « plus que 10 divisions de troupes en Mandchourie » pour la victoire finale du Japon. Akashi est promu colonel à 40 ans.

### En Corée
En 1905, juste avant la fin de la guerre, il est rappelé au Japon, divorce de sa femme, se remarie, et rejoint les forces terrestres en Corée en tant que général de brigade à la tête de la 14e division d'infanterie.
Bien qu'Akashi soit connu pour avoir reçu du soutien de ses proches contacts de la société du Dragon noir, et bien qu'il partage certainement beaucoup de leurs visées politiques, son nom n'apparaît pas dans la liste des membres car il est probable qu'il n'en a jamais été réellement membre.
Après la guerre, il reste en Corée avec le général Terauchi Masatake et organise la police militaire. Il est promu général de division à 49 ans.

### Gouverneur-général de Taïwan
En 1918, Akashi est promu général de corps d'armée et nommé par le Premier ministre Terauchi au poste de gouverneur général de Taïwan. Il reçoit également le titre de baron (danshaku) selon le système de noblesse kazoku. Durant son bref mandat, il s'efforce d'améliorer les infrastructures et l'économie de l'île, et est spécialement cité pour ses projets d’électrification et pour la création de la compagnie d'énergie de Taïwan, ainsi que pour la planification de la centrale hydroélectrique du lac du Soleil et de la Lune. Ce « lac » est un marécage à l'origine. Akashi fait installer des canaux en béton pour l'alimenter en eau depuis le fleuve Muddy, et fait construire un grand barrage avec l'eau détournée du fleuve. La plus importance contribution d'Akashi à Taïwan est cependant la construction du « système d'irrigation de Ka-Nan », qui s'étire sur 26 000 km, plusieurs fois la longueur de la Grande Muraille de Chine. Il coûte à l'époque au gouvernement de Taïwan plus d'un an de budget. La Diète du Japon fait voter une loi spéciale pour l'expropriation de 26 millions de yens en 1918, l'équivalent de 2 milliards de dollars de nos jours, ce qui est un lourd fardeau dans les finances japonaises de l'époque, bien qu'il soit impossible de construire aujourd'hui un barrage avec 2 milliards de dollars.

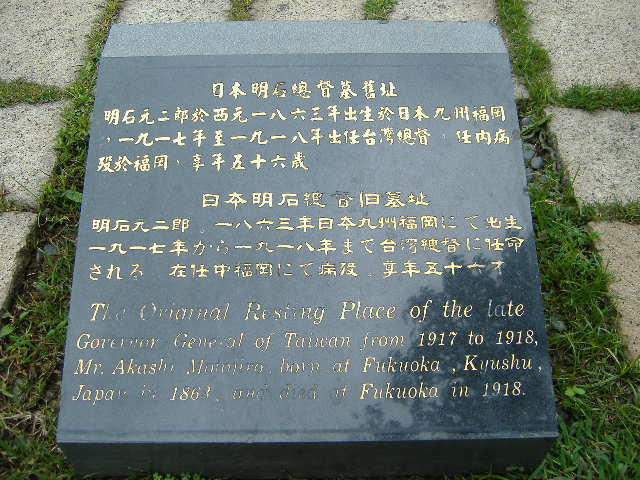
Tombe originale du général Akashi Motojirō à Taïwan.

Akashi tombe malade et meurt un peu plus d'un an après sa prise de poste à Taïwan tandis qu'il visite sa résidence à Fukuoka, devenant le seul gouverneur général de l'île à mourir en fonction. Dans son testament, il exprime son désir d'être enterré à Taïwan pour « servir de gardien national, et d'ange gardien du peuple de Taïwan ». Il est enterré au cimetière de la préfecture de Taihoku (en) (dans l'actuelle ville de Taipei), devenant le seul gouverneur général à être inhumé à Taïwan. Les Taïwanais donneront l'équivalent de trois millions de dollars d'aujourd'hui pour la construction d'un mémorial, et pour aider sa famille car Akashi n'est si pas corrompu qu'il ne laisse rien derrière lui. Ses restes sont exhumés en 1999 et ré-enterrés au cimetière chrétien Fuyin du district de Sanzhi (dans l'actuelle ville de Nouveau Taipei). La mort d'Akashi engendre de nombreuses théories de conspiration.
Les exploits (réels ou imaginés) du « colonel Akashi » font l'objet de très nombreux romans, mangas, films et documentaires au Japon où il est considéré comme le « James Bond japonais ».